# Sheila Vand
Sheila Vand (Los Angeles, 27 aprile 1985) è un'attrice statunitense.
È meglio nota per il suo ruolo nel film premio Oscar Argo di Ben Affleck. Nel 2011 ha fatto il suo debutto a Broadway al fianco di Robin Williams in Bengal Tiger at the Baghdad Zoo ed ha lavorato su diversi progetti, tra cui Pashmaloo, presentato in anteprima alla Berlinale nello stesso anno, e A Girl Walks Home Alone at Night, presentato in anteprima al Sundance Film Festival nel 2014. Ha inoltre in corso una collaborazione con la collega della TED 2013, Alexa Meade. La loro serie di foto MILK: What Will You Make of Me? è in mostra presso la "Galleria di Fotografia Contemporanea Ingo Seufert", a Monaco di Baviera, in Germania. Vand è anche la creatrice della sperimentale pièce teatrale, Sneaky Nietzsche.

## Biografia
Di origine iraniana, Sheila Vand nasce in un sobborgo di Los Angeles, ma cresce a Palo Alto, in California. Si laurea presso la "UCLA School of Theater, Film and Television", dove studia recitazione e regia.
Nel 2009 le viene affidato un ruolo in Bengal Tiger at the Baghdad Zoo di Rajiv Joseph, che arriva a Broadway nel 2011. Nel 2010 scrive Sneaky Nietzsche, che definisce "una musicale esperienza teatrale dal vivo per il fictionally-inclined". Il Los Angeles Times lo descrive come "entrare in un vivente, mutevole pezzo d'arte" ed "LA Weekly", come "un avvolgente sovraccarico sensoriale. In senso buono". Per Sneaky Nietzsche, la Vand viene premiata dalla "LACMA".
Nel 2012 svolge il ruolo della governante iraniana Sahar in Argo, di cui è anche narratrice nella parte iniziale. La sua performance è evidenziata nel pezzo annuale "Piccoli ruoli, prestazioni potenti" del Los Angeles Times e, insieme al resto del cast del film, viene premiata agli Screen Actors Guild Awards 2013.
Successivamente, l'attrice inizia a collaborare con la pittrice/fotografa Alexa Meade. La loro prima serie congiunta MILK: What Will You Make Of Me? compare sull'Huffington Post, sul Wired Magazine e alla TED.
Nel 2013 è la protagonista femminile nell'episodio pilota di Beverly Hills Cop, ma il programma non è scelto come serie. Nello stesso anno, fa il suo debutto al Walt Disney Concert Hall, esibendosi con la Los Angeles Philharmonic Orchestra nella prima mondiale di 200 Motels di Frank Zappa sotto la direzione del Maestro Esa-Pekka Salonen.
Nel 2014 interpreta il ruolo da protagonista in A Girl Walks Home Alone at Night, presentato in anteprima al Sundance Film Festival.

## Filmografia

### Attrice

#### Cinema
- In the Dark, regia di Alex Fazeli (2008) - cortometraggio
- Peter and the Mischievous Hanky, regia di Emett Casey (2009)
- Bold Native, regia di Denis Hennelly (2010)
- Passing On, regia di Cameron Clark (2010) - cortometraggio
- Ketab, regia di Ana Lily Amirpour (2010) - cortometraggio
- Girlfriend, regia di Justin Lerner (2010) - non accreditato
- Pashmaloo, regia di Ana Lily Amirpour (2011) - cortometraggio
- This is Caroline, regia di Danny Abel (2012) - cortometraggio
- Argo, regia di Ben Affleck (2012)
- A Girl Walks Home Alone at Night, regia di Ana Lily Amirpour (2014)
- Whiskey Tango Foxtrot, regia di Glenn Ficarra e John Requa (2016)
- Jimmy Vestvood - Benvenuti in Amerika (Jimmy Vestvood: Amerikan Hero), regia di Jonathan Kesselman (2016)
- Quando eravamo fratelli (We the Animals), regia di Jeremiah Zagar (2018)
- Triple Frontier, regia di J. C. Chandor (2019)
- The Rental, regia di Dave Franco (2020)
- Land of Dreams, regia di Shirin Neshat e Shoja Azari (2021)

#### Televisione
- Life – serie TV, episodio 1x07 (2007)
- Prom Queen – serie TV, 27 episodi (2007-2012)
- NYC 22 – serie TV, episodio 1x11 (2012)
- Cult – serie TV, 2 episodi (2013)
- Beverly Hills Cop – film TV, regia di Barry Sonnenfeld (2013)
- State of Affairs – serie TV, 13 episodi (2014-2015)
- Snowpiercer - serie TV (2020-2024)

### Doppiatrice

#### Televisione
- Undone - serie TV, 7 episodi (2019-2022)

## Doppiatrici italiane
Nelle versioni in italiano delle opere in cui ha recitato, Sheila Vand è stata doppiata da:
- Germana Longo in A Girl Walks Home Alone at Night
- Chiara Oliviero in State of Affairs
- Lucrezia Ward in Jimmy Vestvood - Benvenuti in Amerika
- Valentina Favazza in Whiskey Tango Foxtrot
- Gianna Gesualdo in Quando eravamo fratelli
- Angela Brusa in The Rental
- Giulia Catania in Snowpiercer

Da doppiatrice è stata doppiata da:
- Cristiana Esposito in Undone